# ヴャチェスラフ・アニシン
ヴャチェスラフ・アニシン（Vyacheslav Anisin, Вячесла́в Миха́йлович Ани́син 1951年7月11日- ）は、ソビエト連邦(現：ロシア)モスクワ出身の元アイスホッケー選手。ポジションはセンター。

## 経歴
HC CSKAモスクワ、クリリヤ・ソヴェトフ、HCスパルタク・モスクワでプレーした。1972年のサミット・シリーズ、1974年サミットシリーズ及び1972年から1975年のアイスホッケー世界選手権にソビエト連邦代表として出場した。1973年にソビエト連邦の名誉スポーツマスターに選ばれた。

## 人物
娘のマリナ・アニシナはアイスダンス選手で1998年の長野オリンピックで銅メダル、2002年のソルトレイクシティオリンピックで金メダルを獲得している。

## 詳細情報

### 代表歴
- 1972年アイスホッケー世界選手権ソビエト連邦代表
- 1973年アイスホッケー世界選手権ソビエト連邦代表
- 1974年アイスホッケー世界選手権ソビエト連邦代表
- 1974 サミットシリーズ ソビエト連邦代表
- 1975年アイスホッケー世界選手権ソビエト連邦代表